# András Toma
Pour les articles homonymes, voir Toma.
András Toma (né le 5 décembre 1925 à Újfehértó et mort le 30 mars 2004 à Nyíregyháza) est un soldat hongrois notable pour avoir été fait prisonnier par l'Armée rouge en 1945, puis découvert vivant dans un hôpital psychiatrique russe en 2000. Il est ainsi probablement le dernier prisonnier de guerre de la Seconde Guerre mondiale à avoir été rapatrié. Comme il n'a jamais appris le russe et que personne à l'hôpital ne parlait hongrois, il n'a apparemment pas eu une seule conversation depuis plus de cinquante ans, tombant dans un mutisme imposé. 
Un reportage diffusé dans Envoyé Spécial par France 2 et réalisé par Emmanuel Carrère lui est consacré. 